# Małgorzata Storożyńska
Małgorzata Storożyńska, z d. Stodulska, primo voto Urbankowska (ur. 4 czerwca 1964 w Radomiu) – polska koszykarka, występująca na pozycji skrzydłowej. Mistrzyni i reprezentantka Polski.

## Życiorys

### Kariera klubowa
Jest wychowanką Budowlani Radom, w latach 1979-1982 występowała w AZS-u Toruń, zdobywając wicemistrzostwo Polski młodziczek (1980) i wicemistrzostwo Polski juniorek (1982). W 1982 została zawodniczką Włókniarza Pabianice. W sezonie 1982/1983 zagrała jedynie w pierwszych 13 meczach, doznała kontuzji, która wyeliminowała ją z gry na półtora roku. Miała jednak udział w zdobyciu przez pabianicki klub brązowego medalu mistrzostw Polski w 1983. Następnie przebywała na urlopie macierzyńskim. Do gry powróciła w sezonie 1985/1986, z Włókniarzem zdobyła następnie wicemistrzostwo Polski w 1988 i cztery tytuły mistrza Polski (1989, 1990, 1991, 1992). W sezonie 1992/1993 występowała w ŁKS Łódź, jednak odeszła po 12 meczach z przyczyn finansowych i wyjechała do Francji. Od 1993 do 2000 ponownie reprezentowała barwy Włókniarza (od 1994 grającego pod nazwą MTK, w latach 1996-1998 jako Star Foods Prospan, od 1998 jako Polfa Pabianice). W 1994 i 2000 zdobyła wicemistrzostwo Polski, w 1997 i 1999 brązowy medal mistrzostw Polski. W 1998 roku wystąpiła w Meczu Gwiazd PLKK. Sześciokrotnie wybierano ją "piątki ligi" w plebiscycie Przeglądu Sportowego (1988/89, 1989/90, 1990/91, 1991/92, 1995/96, 1996/97). W 2000 wyjechała do Francji, grała krótko w drużynie Dijon, lecz z powodu kontuzji wróciła do Polski.

### Kariera reprezentacyjna
Z reprezentacją Polski juniorek wystąpiła na mistrzostwach Europy w 1981 i 1983 (w obu startach 11. miejsce), z reprezentacją Polski seniorek zagrała na mistrzostwach Europy w 1987 (10 miejsce) i 1991 (6 miejsce). Na tych ostatnich zawodach była najlepiej punktującą polską zawodniczką (średnio 14,4 punktu na mecz). Łącznie w I reprezentacji Polski wystąpiła w 132 spotkaniach.
Prywatnie żona byłego koszykarza Tomasza Storożyńskiego.

## Osiągnięcia

### Klubowe
- Mistrzyni Polski (1989–1992)
- Wicemistrzyni:
  - Polski (1988, 1994, 2000)
  - Ogólnopolskich Igrzysk Młodzieży Szkolnej (1979)
- Brązowa medalistka mistrzostw Polski:
  - 1983, 1997, 1999
  - juniorek (1983)
- Zdobywczyni Pucharu Polski (1990, 1999, 2000)
- Uczestniczka:
  - międzynarodowych rozgrywek Pucharu Europy Mistrzyń Krajowych/Euroligi (1989/1990, 1991/1992 – TOP 12)
  - kwalifikacji do Pucharu Ronchetti (1992/1993, 1993/1994)

### Indywidualne
- Zaliczona do I składu polskiej I ligi/PLKK (1988–1992, 1996, 1997)
- Uczestniczka meczu gwiazd PLKK (1998)

### Reprezentacja
- Uczestniczka:
  - mistrzostw Europy:
    - 1987 – 10. miejsce, 1991 – 6. miejsce
    - juniorek (1981 – 11. miejsce, 1983 – 11. miejsce)

  - kwalifikacji olimpijskich (1988 – 7. miejsce)